# Baracs
Baracs es un pueblo húngaro perteneciente al distrito de Dunaújváros, condado de Fejér.

## Superficie
Cuenta con una superficie de 55,18 km².

## Demografía
Hasta 2024 la población era de 3458 habitantes, con una densidad de población de 62,66 hab/km².
| Gráfica de evolución demográfica de Baracs entre 2020 y 2024 |
|                                                              |
| Datos según la Oficina Central de Estadística de Hungría.    |